# Ganggrab bei Ostereistedt
Das Ganggrab bei Ostereistedt mit der Sprockhoff-Nr. 647 ist ein Ganggrab in Ostereistedt im Landkreis Rotenburg (Wümme) in Niedersachsen. Es entstand zwischen 3500 und 2800 v. Chr. in der Jungsteinzeit als Megalithanlage der Trichterbecherkultur (TBK). 
Das Ganggrab ist eine Bauform jungsteinzeitlicher Megalithanlagen, die aus einer Kammer und einem lateralen Gang besteht. Diese Form ist primär in Dänemark, Deutschland und Skandinavien, sowie vereinzelt in Frankreich und den Niederlanden zu finden. Neolithische Monumente sind Ausdruck der Kultur und Ideologie jungsteinzeitlicher Gesellschaften. Ihre Entstehung und Funktion gelten als Kennzeichen der sozialen Entwicklung.

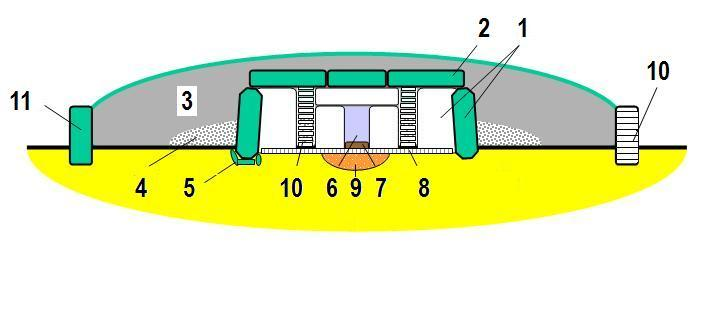
Schema Ganggrab (Querschnitt) 1=Trag-, 2= Deckstein, 3=Erdhügel, 4=Dichtung, 5=Verkeilsteine, 6=Zugang, 7= Schwellenstein. 8=Bodenplatten, 9=Unterbodendepots, 10=Zwischenmauerwerk 11=Randsteine

## Lage
Das Ganggrab liegt beim Hof Wennebostel im Staatsforst Harsefeld südwestlich von Ostereistedt. Die Steinkammer, um die einige Steine liegen, die wahrscheinlich die Reste der Einfassung sind, hat schwer gelitten.

## Beschreibung
Es handelt sich um ein etwa Nordost-Südwest-orientiertes Großsteingrab, dessen Kammer ursprünglich wahrscheinlich sieben Decksteine besaß. Von ihnen sind nur zwei erhalten, beide nicht mehr in situ. Ein Deckstein liegt abgewälzt am Nordostende der Kammer, ein zweiter ist in die Kammer gestürzt. Von der Kammer sind noch vier Tragsteine der nordwestlichen und fünf der südöstlichen Langseite sowie der nordöstliche Schlussstein etwa in situ erhalten. Der Zugang befand sich in der Mitte der südöstlichen Langseite. Der Gang kann mittig oder seitlich versetzt (meist bei ungerader Trägerzahl) in die Kammer münden. Versetzte Gänge sind in Holstein besonders häufig und führten zu der Bezeichnung Holsteiner Kammer.
1878 stieß man bei Grabungen in der Steinkammer in 75 Zentimeter Tiefe auf ein Steinpflaster. An der südlichen Tragsteinreihe (Zugangsbereich) fand man verzierte Keramikscherben und zwei bearbeitete Steine. Etwa 2,5 Kilometer südwestlich des Steingrabes wurde die Feldsteinabdeckung eines früheisenzeitlichen Grabhügels restauriert. Das Denkmal liegt südlich der Bahnlinie in der Forstabteilung 540.